# Eurycea chamberlaini
Eurycea chamberlaini — вид земноводних з роду Струмкова саламандра родини Безлегеневі саламандри.

## Розповсюдження
Мешкає у прісних джерелах, струмках, болотах на південному сході США у штатах Північна Кароліна, Південна Кароліна, Алабама, Джорджія та Флорида.